# Обертульба
Обертульба (нем. Oberthulba) — ярмарочная община в Германии, в земле Бавария. 
Подчиняется административному округу Нижняя Франкония. Входит в состав района Бад-Киссинген.  Население составляет 5056 человек (на 31 декабря 2010 года). Занимает площадь 52,24 км².
Ярмарочная община подразделяется на 8 сельских округов.

## Население
По оценке на 31 декабря 2015 года население общины Обертульба составляет 5048 чел. 

| Дата      | 1840 | 1871 | 1900 | 1925 | 1939 | 1950 | 1961 | 1970 | 1987 | 2011 |
| --------- | ---- | ---- | ---- | ---- | ---- | ---- | ---- | ---- | ---- | ---- |
| Население | 3245 | 3189 | 3212 | 3285 | 2959 | 3710 | 3403 | 3717 | 4261 | 5062 |

| Год       | 1960 | 1970 | 1980 | 1990 | 2000 | 2009 | 2010 | 2011 | 2012 | 2013 | 2014 | 2015 |
| --------- | ---- | ---- | ---- | ---- | ---- | ---- | ---- | ---- | ---- | ---- | ---- | ---- |
| Население | 3403 | 3720 | 3887 | 4578 | 5159 | 5039 | 5056 | 5052 | 5050 | 4983 | 4991 | 5048 |